# SL Benfica (balonmano)
El SL Benfica es un club portugués de balonmano de la ciudad de Lisboa. Actualmente compite en la primera división lusa tanto en competición femenina (Andebol 1) como en masculina (Andebol 1).

## Palmarés

### Equipo masculino
- Andebol 1: 7
  - 1961–62, 1974–75, 1981–82, 1982–83, 1988–89, 1989–90, 2007–08
- Copa de Portugal de balonmano: 6
  - 1984–85, 1985–86, 1986–87, 2010–11, 2015–16, 2018
- Copa de la liga de Portugal de balonmano: 2
  - 2006–07, 2008–09
- Supercopa portuguesa de balonmano: 5
  - 1989, 1993, 2010, 2012, 2016
- Limburgse Handbal Dagen: 1
  - 2010
- Liga Europea de la EHF: 1
  - 2021-22
- EHF Challenge Cup: Finalistas (2)
  - 2010–11, 2015–16

### Equipo femenino
- Andebol 1: 10
  - 1983–84, 1985–86, 1986–87, 1988–89, 1989–90, 1991–92, 1992–93, 2021–22, 2022-23, 2023-24
- Copa de Portugal (Taça de Portugal): 8
  - 1984-85, 1985-86, 1986-87, 1987-88, 1988-89, 1991-92, 2021-22, 2022-23, 2024-25[2]
- Supercopa portuguesa de balonmano (Supertaça de Portugal): 3
  - 1984, 1992, 1993
- Copa de la Federación: 1
  - 1992-93

## Plantilla 2023-24

### Plantilla femenina
|  | Porteras - 1 Audilia Carlos - 21 Isabela Ferrarin - 12 Ana Ursu Centrales - 7 Viktoriya Borshchenko - 24 Constança Sequeira Primera línea - 11 Madalena Pereira - 8 María Unjanque - 11 Madalena Pereira - 8 María Unjanque - 6 Mariana Costa - 77 Mihaela Minciuna - 18 Débora Moreno | Extremo derecho - 31 Denise Fernandes - 15 Rute Fernandes - 88 Ana Silva Extremo izquierdo - 96 Ana Bolzan - 99 Alina Molkova - 14 Jelsia Monteiro - 32 Margarida Sá Pessoa Pivote - 2 Rita Campos - 17 Adriana Lage - 10 Nádia Rodrigues |

### Plantilla masculina 2024-25
|  | Porteros - 32 Kristóf Palasics - 41 Gustavo Capdeville - 55 Bernardo Almeida Extremos izquierdos - 02 Miguel Sánchez-Migallón - 07 Stiven Valencia Extremos derechos - 04 Christopher Hedberg - 23 Ole Rahmel Pívots - 20 Fábio Silva - 21 Aldo Pagliotta - 22 Alexis Borges - 99 Guilherme Carvalho | Laterales izquierdos - 05 Gabriel Cavalcanti - 17 Gabriel Sequeira - 28 Filip Taleski - 53 João Bandeira Centrales - 24 Ander Izquierdo - 27 Rui Baptista - 77 Egon Hanusz Laterales derechos - 11 Belone Moreira - 30 Demis Grigoraș |